# 星間飛行
《星間飛行》是中島愛以蘭花·李（Ranka Lee）名義發行的正式出道單曲，商品番號VTCL-35029，2008年6月25日發售，售價1155日元（含稅）。這首單曲是《超時空要塞》25週年紀念作品，2008年4月電視動畫《超時空要塞Frontier》第17話片頭曲（OP）及第12話、第17話和第18話的插入曲。

## 收錄曲
以下為收錄曲：
1. 星間飛行 
  - 作詞：松本隆[4]　作曲／編曲：菅野洋子
2. 猫日記 
  - 作詞：一倉宏　作曲／編曲：菅野洋子
3. 可曾記得愛(Deculture Edition size) 
  - 作詞：安井かずみ　作曲：加藤和彥　編曲：菅野洋子
4. 我的男友是飛行員 - MISS MACROSS 2059 
  - 作詞：阿佐茜　作曲：羽田健太郎　編曲：保刈久明、菅野洋子
5. 星間飛行 無聲版
6. 可曾記得愛 無聲版

## 收錄專輯
以下為收錄此單曲的專輯：
- （#8）
- （#12）
- （#8）
- （#10）
- （#16）

## 網絡同人
該單曲在網路上大受歡迎，不斷有愛好者以MAD形式重新發布，而動畫中蘭花李初次演唱該曲時的舞蹈，尤其是其中最為著名的動作（收起中指和無名指，伸出大拇指、食指和小拇指），更是被大量引用和惡搞。

## 外部連結
- （日語）Oricon上的單曲資料 （页面存档备份，存于）
- （日語）中島愛主頁